# 5317 Verolacqua
Az 5317 Verolacqua (ideiglenes jelöléssel 1983 CE) a Naprendszer kisbolygóövében található aszteroida. Carolyn Shoemaker fedezte fel 1983. február 11-én.